# Markovec
Markovec – wieś w Słowenii, w gminie Loška dolina. W 2018 roku liczyła 202 mieszkańców.